# 304
Період тетрархії у Римській імперії. У Китаї править династія Західна Цзінь, починається період шістнадцяти держав, в Японії триває період Ямато. У Персії править династія Сассанідів.
На території лісостепової України Черняхівська культура. У Північному Причорномор'ї готи й сармати.

## Події
- Преслідування християн за імператора Діоклетіана продовжуються: руйнуються церкви, християн під страхом смерті змушують приносити жертви язичницьким богам.
- Констанцій Хлор відбив напад алеманів і укріпив Констанц.
- Діоклетіан здійснює похід проти карпів і серйозно захворів.
- У Китаї Західна Цзінь відступає на південь. Уворюються незалежні північні ваньства.

## Померли
- Марцелін, папа римський.
- Святий Вікентій Сарагоський
- Святий Созонт
- Святий Євпл
- Святий Варлаам
- Святий Флоріан
- Свята Агнеса
- Святий Парфеній
- Єфрем Кримський
- Міна Котуанський